# Vers léonin

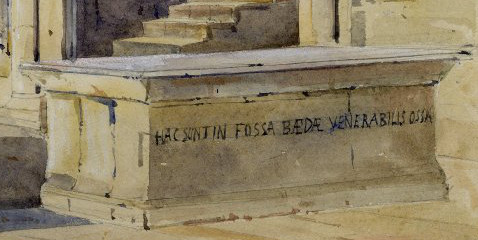
Détail d'une peinture à l'eau d'Augustus Hare montrant un vers léonin sur la tombe de Bède le Vénérable: HAC SUNT IN FOSSA BEDAE VENERABILIS OSSA («Ici gisent dans cette fosse les os du Vénérable Bède»)

En poésie, un vers léonin est un vers dont la césure rime avec la dernière syllabe. 
Le dictionnaire Littré, le formule comme étant un vers « vers latin dont les deux césures riment ensemble ».
Au Moyen Âge, les vers léonins étaient une recherche et une élégance très appréciées. Le moine de Fleury-sur-Loire, Raoul Tortaire, a composé en vers léonins les Miracles de saint Benoît. C'était aussi un moyen mnémotechnique pour se rappeler les sentences, les règles des couvents, les aphorismes médicaux tels que les préceptes de l'école de Salerne :
Ut sis nocte levis, sit tibi coena brevis.